# Johannes Block (Offizier)
Johannes Block (* 17. November 1894 in Büschdorf; † 26. Januar 1945 bei Kielce, Polen) war ein deutscher Offizier, zuletzt General der Infanterie im Zweiten Weltkrieg.

## Leben
Block trat zu Beginn des Ersten Weltkriegs am 13. August 1914 als Freiwilliger in das Mansfelder Feldartillerie-Regiment Nr. 75 der Preußischen Armee ein. Mitte Oktober 1914 wurde er zur 1. Artillerie-Munitions-Kolonne des IV. Armee-Korps ins Feld überwiesen. Von dort folgte am 15. Februar 1915 seine Versetzung in das Füsilier-Regiment „General-Feldmarschall Graf Blumenthal“ (Magdeburgisches) Nr. 36. Während der Stellungskämpfe in Flandern wurde Block am 27. April 1915 verwundet. Nach knapp zweimonatigen Aufenthalt im Lazarett kam er zum I. Ersatz-Bataillons seines Regiments und wurde dann Mitte Juli 1915 in das II. Ersatz-Bataillon des 1. Masurischen Infanterie-Regiments Nr. 146 versetzt. Von September bis November 1915 absolvierte Block einen Fahnenjunker-Kursus in Döberitz. Anfang Dezember 1915 wurde er wieder zum Regiment an die Ostfront überwiesen und hier zunächst zum Fähnrich ernannt, sowie am 11. Mai 1916 zum Leutnant befördert. Mitte November 1915 erkrankte Block und war daraufhin die kommenden Monate dienstunfähig. Erst im März 1917 kehrte er zum Ersatz-Bataillon des Regiments zurück und wurde von dort Anfang Mai 1917 in das Reserve-Infanterie-Regiment Nr. 208 versetzt. Ab 20. Mai 1917 fungierte Block als Führer der Sturmabteilung des I. Bataillons. Bei den Stellungskämpfen vor Verdun wurde Block am 18. Juli 1917 verwundet und kam dann nach Lazarettaufenthalt und Gesundung am 6. November 1917 wieder in das 1. Masurische Infanterie-Regiment Nr. 146. Hier wurde er in der Folgezeit als Führer der Minenwerfer-Abteilung des I. Bataillons eingesetzt. Von Anfang Juni bis zu einer erneuten Erkrankung Mitte Juli 1918 kommandierte man Block als Leiter und Instruktionsoffizier eines Ausbildungskurses für türkische Truppen bei der Heeresgruppe Yıldırım. Nach seiner Wiederherstellung setzte man ihn ab 10. Oktober 1918 als Adjutant des II. Bataillons ein.
Nach dem Waffenstillstand von Compiègne wurde Block in Konstantinopel interniert und trat mit den restlichen Teilen seines Regiments Ende Januar 1919 die Heimreise an. Nach der Demobilisierung in Wilhelmshaven und der Auflösung des Regiments bildete sich ein Freiwilligen Schützenkorps. Block schloss sich dem Freikorps als Adjutant an und wurde dann in das Reichswehr-Schützen-Regiment 40 übernommen. Zum 1. Oktober 1920 wurde er in das Infanterie-Regiment 2 versetzt. Am 21. September 1923 kommandierte man Block zum II. Lehrgang an die Infanterieschule München. Hier beteiligte er sich am 9. November 1923 beim Marsch auf die Feldherrnhalle am Hitlerputsch. Wegen dieser Teilnahme musste Block sich später zur Verantwortung ziehen lassen und wurde zum 31. Mai 1924 aus der Reichswehr verabschiedet.
Nach der Machtübernahme Hitlers wurde er 1934 bei der neuen Wehrmacht als Hauptmann wieder aktiviert. Mit 1. August 1938 zum Oberstleutnant befördert wurde er am 14. März 1940 zum Kommandeur des Infanterie-Regiments 202 ernannt, mit welcher er am West- und Ost-Feldzug teilnahm. Am 1. August 1941 zum Oberst befördert, übernahm er am 15. Mai 1942 mit der Führung der 294. Infanterie-Division beauftragt und mit Wirkung vom 1. September zum Generalmajor und am 22. November zum Kommandeur dieser Division ernannt. Zum 1. Januar 1943 erfolgte seine Beförderung zum Generalleutnant. Für den Einsatz seiner Truppen bei den Abwehrkämpfen im Raum Kriwoj Rog wurde er am 22. November 1943 mit dem Eichenlaub zum Ritterkreuz ausgezeichnet.  Am 1. April 1944 übernahm er kurzfristig die stellvertretende Führung des VIII. Armeekorps  und am 25. April jene des XIII. Armee-Korps. Am 5. Juni wurde er mit der Führung des LVI. Panzer-Korps beauftragt und am 1. Juli 1944 zum General der Infanterie befördert. Am 15. Juli 1944 folgte die Ernennung zum Kommandierenden General des LVI. Panzerkorps, das am Mittelabschnitt der Ostfront eingesetzt war. Nach Beginn der sowjetischen Weichseloffensive im Januar 1945 im Raum Radom abgeschnitten, fiel General Block bei den Rückzugskämpfen seiner Truppen.

## Auszeichnungen
- Eisernes Kreuz (1914) II. und I. Klasse[1]
- Verwundetenabzeichen (1918) in Schwarz[1]
- Eiserner Halbmond[1]
- Bulgarischer Militärorden für Tapferkeit IV. Klasse II. Stufe[1]
- Blutorden
- Spange zum Eisernen Kreuz II. und I. Klasse
- Ritterkreuz des Eisernen Kreuzes mit Eichenlaub[2]
  - Ritterkreuz am 22. Dezember 1941
  - Eichenlaub am 22. November 1943 (331. Verleihung)